# Петергофская улица (Петергоф)
Петерго́фская улица — улица в городе Петергофе Петродворцового района Санкт-Петербурга. Проходит от Санкт-Петербургского до Университетского проспекта.

## История
Первоначальное название — дорога на Гости́лицы — возникло в середине XIX века. Далее улица продолжалась Гостилицким шоссе (ныне Старо-Гостилицкое шоссе).
В 1890 году дорогу переименовали в Петергофскую улицу, что было связано с тем, что здесь (в доме 11) находились присутственные места Петергофского уезда.
Примерно в 1934 году Петергофскую переименовали в улицу Лунача́рского — в честь советского писателя и общественного деятеля А. В. Луначарского.
1 сентября 1993 года улице было возвращено название Петергофская.

## Примечательные здания и сооружения
На протяжении 1,4 километра от Санкт-Петербургского проспекта до бульвара Красных Курсантов Петергофская улица проходит через Английский парк.
- дом № 4/2 — богадельня, 1879, арх. Н. Л. Бенуа; 1891, арх. Э. Л. Ган; 1897, А. И. Семенов;  7802022000
- дом № 9/2 — жилой дом (домовладение А. А. Авенариуса (1848, перестроен после ВОВ, не признан объектом культурного наследия[2])
- дом № 11 — Уездные присутственные места (1848, арх. И. И. Шарлемань):
  - дом № 13 — флигель Уездных присутственных мест, 1848, арх. И. И. Шарлемань,  7801176004
  - дом № 14 — богадельня с флигелем[3];
  - дом № 15 — флигель Уездных присутственных мест, 1848, арх-р И. И. Шарлемань,  7801176005
  - дом № 17 — Военный госпиталь, нач. XX в.  7802023000

## Перекрёстки
- Санкт-Петербургский проспект
- Заячий проспект
- бульвар Красных Курсантов
- улица Веденеева
- переулок Ломоносова
- Университетский проспект